# 덕온공주 당의
덕온공주 당의(德溫公主 唐衣)는 조선의 제23대 왕인 순조의 셋째 딸 덕온공주(1822∼1844)의 당의 복식 유물이다. 이 당의는 공주의 손녀인 윤백영이 저고리와 노리개, 원삼 등과 함께 아버지인 윤용구으로부터 물려받은 것으로, 7세 되던 해에 대궐에 입궐하면서 자신의 몸에 맞게 고쳐 입었다고 알려져 있어 조선 복식사에 중요한 유물로 1964년 12월 7일 대한민국 국가민속문화재로 등재되었다.
덕온공주의 복식으로는 원삼ㆍ당의ㆍ장옷ㆍ삼회장저고리ㆍ누비저고리 등이 있는데, 이 당의는 공주가 때어날 때 아버지으로부터 물려받은 옷이다. 덕온공주의 유품은 1964년 12월 7일에 지정된 국가민속문화재 제1호인 당의와 1987년 2월 12일 중요민속자료 제211호와 제212호로 지정된 덕온공주의 의복과 일괄 유물이 있다. 현재 단국대학교 석주선기념박물관에 소장되어 있다.

## 전해오는 이야기
덕온공주는 순조 22년(1822) 6월 10일에 탄생하여, 헌종 3년(1837) 16세 되던 해 남녕위(南寧尉) 윤의선(尹宜善)과 혼인하였다. 어머니는 순원왕후(純元王后) 김씨이다. 위로 명온공주(明溫公主), 복온공주(福溫公主)라는 두 언니가 있었다. 그리고 명온공주 위로 또 한 명의 언니가 있었는데 아기 때 죽었다고 한다. 따라서 덕온공주가 순조의 셋째 딸로 기록되어 있으나 엄밀히 말하면 넷째 딸이다.
헌종 10년(1844) 5월 24일은 헌종 계비의 간택일이어서 공주는 둘째 아기를 배어 무거운 몸인데도 불구하고 경사를 함께 하기 위하여 창경궁 통명전(通明殿)에 들어가 식사를 같이 하였는데 점심으로 비빔밥을 먹은 것이 급체하여 죽었다. 다행히 죽기 전에 아기는 낳았으나 곧 아기는 죽고 창고지기(庫直)를 시켜 아기를 매장시킨 뒤 두어 시간 후 공주도 세상을 떴다고 한다.
궁중에서는 일단 부마가 되면 상처를 하여도 재취 못하게 되어 있으므로 그 후에 오음(梧陰) 윤두수(尹斗壽)의 11대손인 윤용구(尹用求)가 남녕위 윤의선의 장자로 입양하였다. 이 의복들은 윤용구의 딸 윤백영이 보관하고 있었던 것으로 1960년대에 석주선(石宙善)이 인수하여 보관하던 중 소장 유물을 단국대학교에 기증한 것으로 알려져 있다.
특히 이 옷은 붉은 자주빛 색깔의 당의로 전통복식의 전문가인 고(故) 난사(蘭斯) 석주선(1911∼1996) 박사가 1950년대 후반 장서각(藏書閣)에서 덕온공주의 손녀 윤백영 여사와 첫 만남을 시작으로 이어온 오랜 인연을 통해 수집한 것들로 1981년 박사가 일생 동안 모은 복식관련 유물 3천365점을 단국대에 기증해 석주선기념박물관을 짓고 보관하게 되었다.

## 유물 내용
유물의 원삼은 덕온공주가 1837년 남영위 윤의선에게 시집갈 때 대례복(大禮服)으로 입었던 원삼이다. 길이 164cm, 화장 164cm로 녹색 화문사(花紋紗)에 壽(수)자 금박이 옷 전체에 고루 찍혀있다. 소매 끝에는 붉은색ㆍ황색의 색동과 흰색의 한삼을 달았으며, 깃에는 2개의 은단추가 달려있다. 안감은 홍색이었으나 6.25 전쟁 때 없어졌다. 원삼은 겉감과 안감을 각각 독립된 옷으로 따로 만든 후, 겉과 안을 깃과 도련을 합하여 한벌 옷으로 입기도 하며, 대한제국 때의 궁중 원삼은 겉안감을 함께 붙여서 바느질하기도 했다. 덕온공주의 원삼은 1837년 공주의 길례(吉禮,공주나 왕자의 혼례를 말함)에 사용된 옷으로, 그 때까지도 겉감과 안감을 따로 바느질하였던 것 같다. 당시의 옷감이나 형태 외에도 바느질까지 알 수 있는 좋은 자료이다.
당의는 여름용 홑당의로, 녹색의 도류사(桃榴紗, 복숭아와 석류무늬가 있는 얇은 옷감)에 옷고름은 겉고름과 속고름 모두 자적색(紫赤色) 도류사로 만들었다. 당코깃에 좁은 소매이며, 소매 끝에 백색 명주 거들치가 달렸다. 옷전체에는 수壽(수)자와 福(복)자가 금박되어 있다. 중요민속자료 제3호의 당의와 매우 흡사한 모양이다.
장옷은 조선시대 중ㆍ후기에는 여성들의 외출복이었으나, 후기에 오면 내외용 쓰개로 바뀌는 옷이다. 덕온공주의 장옷은 길이 111cm, 화장 69cm, 품40cm로 짙은 녹색 경광주(비단의 일종)에 세모시 안을 넣고, 깃은 자주색에 흰색 동정이 달리고, 소매는 좁고 길며, 겨드랑이 밑에는 자주색의 작은 삼각형 무가 달려있고, 소매 끝에는 백색의 명주 거들치가 달려있다. 옷고름은 겉고름에 붉은색과 다홍색의 2개가, 안고름은 붉은색으로 넓고 길게 달려있다.
저고리는 3점 모두 전체적인 형태는 같은 삼회장저고리이며, 깃은 당코깃이다. 1점은 두록색(豆綠色) 삼회장저고리이며, 나머지 2점은 누비 삼회장저고리로 바탕색은 다르지만, 회장감은 3점 모두 자주색이다. 삼회장 저고리는 겉감은 두록색 도류사(桃榴紗)에 자주색으로 깃과 고름, 견마기를 대었고, 소매 끝에는 흰색으로 거들치가 달려있다. 속고름은 다홍색이다. 저고리 위에는 당의에 있는 壽(수)자와 福(복)자 금박이 찍혀있다. 누비저고리 2점 또한 모두 삼회장저고리로 매우 곱게 누볐다. 1점은 옥색 설한단(雪寒緞)이고 속고름은 연한 분홍색으로 넣었고, 1점은 송화색(松花色) 도류사에 모사로 안을 넣었고, 속고름은 다홍색으로, 깃·고름·끝동·견마기는 자주색이다.

## 같이 보기
- 덕온공주
- 덕온공주의복
- 덕온공주유물
- 항아당의